# Oomorphoides nepalensis
Oomorphoides nepalensis es una especie de insecto coleóptero de la familia Chrysomelidae.
Fue descrita científicamente en 1987 por Takizawa.